# Admiral (Virginia Occidental)
Admiral es un área no incorporada ubicada en el condado de Ritchie, Virginia Occidental, Estados Unidos. Está catalogada como un asentamiento humano por la Junta de Nombres Geográficos de los Estados Unidos. Su número de identificación (ID) es 1688917. Se encuentra a 247 m s. n. m. (810 pies).

## Historia
Se estableció una oficina de correos en 1902 y permaneció en funcionamiento hasta 1907.